# مسرح ماري ج. شتاينر المصري
يقع المسرح المصري في الشارع الرئيسي 328 في بارك سيتي بولاية يوتا في الولايات المتحدة. كما تمت الإشارة إليه بمسرح ماري ج. شتاينر المصري أو المسرح المصري في بارك سيتي.

## تاريخ
تم بناء المسرح المصري في موقع مسرح ديوي القديم، الذي انهار تحت حمولة ثلجية في يناير 1916. بدأ البناء في عام 1926، وأول إنتاج لجون ألفونسو روجار (1883-1970)، ظهر لأول مرة في عيد الميلاد. يوم 1926. تم بناؤه بمسرح لأعمال الفودفيل المحتملة ولكن تم استخدامه في المقام الأول كدار سينما. كان تصميم المبنى نسخة طبق الأصل من مسرح وارنر المصري في شرق باسادينا، كاليفورنيا، وتمت استشارة عالم المصريات سي آر بيرج من سياتل حول موضوع المسرح وديكوره.
تميز افتتاح عيد الميلاد بأداء «علامة رائعة للوقت السحري». تم استخدام المسرح كصالون ودار سينما ومسرح أداء حي خلال فترة الكساد الكبير والحرب العالمية الثانية وفترة الهجرة المحلية الشديدة في الخمسينيات من القرن الماضي.
تم تغيير اسم المسرح في النهاية إلى مسرح سيلفر ويل في عام 1963، في الوقت المناسب تمامًا لتنتعش المدينة كمدينة للتزلج والمنتجع. استمر تقديم المسرح الحي خلال هذه الفترة، وفي عام 1981، أصبح موطنًا لعروض بارك سيتي بعد عملية التجديد. ساعد التنوع المتزايد في الإنتاج المسرح على الاستمرار كمكان نشط في التسعينيات.
تم تشكيل مجموعة مجتمع Save our Stage خلال هذه الفترة، وفي 14 فبراير 1998، أعيد افتتاح المسرح المصري بعد الانتهاء من جهود إعادة الإعمار والتجديد الرئيسية. تقدر تكلفة التجديد بمبلغ 1.5 مليون دولار.

## الدلالة
كان المسرح المصري جزءًا من الانبهار الوطني والعالمي بالاكتشاف المعاصر لمقبرة توت عنخ آمون في مصر. تم تجديد أو تشييد العديد من دور السينما ودور العرض في جميع أنحاء البلاد مع وضع الفكرة المصرية في الاعتبار.
أشرف على تصميم وبناء المسرح عالم مصريات من سياتل، واشنطن. كانت نتيجة الاستخدام الدقيق للتفاصيل التاريخية مسرحًا جميلًا به العديد من الرموز الأكثر شهرة في مصر، بما في ذلك أوراق اللوتس والجعران والهيروغليفية ورموز الحياة والسعادة.
تم بناء المسرح في الأصل ليتسع لـ 400 مقعد، لكن التجديدات اللاحقة خفضت هذا العدد إلى 310 السعة الحالية.
كان المسرح المصري أول دار سينما للأفلام الصوتية في بارك سيتي بولاية يوتا.
استخدم مهرجان صاندانس السينمائي المسرح المصري كبيت سينمائي طوال فترة وجود المهرجان تقريبًا. أحد أقدم الأماكن وأكثرها شهرة.
هذا المسرح هو واحد من اثنين فقط من المسارح المصممة على الطراز المصري في ولاية يوتا. والمثال الآخر هو مسرح بيري المصري في أوغدن بولاية يوتا. إلى جانب هذين المسرحين، يعد معبد سولت ليك الماسوني هو المبنى المصري الوحيد الذي لا يزال موجودًا في ولاية يوتا.